# Франкёр, Поль
Поль Луи Франкер (фр. Paul Louis Frankeur; 25 июня 1905 года, Париж, Франция — 27 октября 1974 года, Невер, Ньевр, Франция) — французский актер.

## Биография
Поль Луи Франкер родился 25 июня 1905 года в Париже. Его мать была прачкой. Рано оставив обучение в школе, Франкер перепробовал немало профессий: был экскаваторщиком, водителем скутера, продавцом книг и работником кожевенного производства.
В 1930-х годах в Сен-Жермен-де-Пре Поль Франкер познакомился с Жаком Превером и Морис Баке и присоединился к театральной труппе «Группа Октябрь» (фр. Groupe Octobre). С 1940 года вместе с Иво Дениудом выступал в кабаре d’Agnès Capri с веселым номером «Бородатые дуэтисты» (фр. Les duettistes barbus).
В 1941 году дебютировал в кино, сыграв роль секретаря комиссариата в фильме Луи Дакена «Мы мальчишки» (фр. Nous les gosses). После этого Луи Дакен снял Франкера ещё в нескольких своих фильмах. В 1945 году Поль Франкер снялся у Марселя Карне в его знаменитом фильме «Дети райка», сыграв инспектора полиции.
В послевоенные годы Франкер с успехом играл комедийные и драматические роли, преимущественно второго плана, в фильмах Андре Каятта, Анри Вернея, Кристиан-Жака, Жиля Гранжье и других. Среди его лучших актерских работ: Марсель в комедии Жака Тати «Праздничный день» (1949), Фердинандо в ленте «Ла Вьячча» (1961, реж. Мауро Болоньини). В фильмах Луиса Бунюэля исполнил роли — Пьера в фильме «Млечный Путь» (1969), мосье Тевено в фильме «Скромное обаяние буржуазии» (1972) и трактирщика в картине «Призрак свободы» (1974). В общем за свою актерскую карьеру Поль Франкер сыграл 100 ролей в кино и на телевидении.
Поль Франкер умер от инфаркта 27 октября 1974 года в Невере, Франция в возрасте 69 лет. Похоронен на кладбище в Шитри-ле-Мин (департамент Ньевр).